# Fabbrica di trattori di Volgograd
La Fabbrica di trattori di Volgograd (in russo Волгоградский тракторный завод?, Volgogradskij traktornyj zavod, in sigla VgTZ), in origine denominata "Fabbrica di trattori di Stalingrado «F. Ė. Dzeržinskij»" (in russo Сталинградский тракторный завод имени Ф. Э. Дзержинского (СТЗ)?, in sigla STZ), è uno stabilimento industriale per le produzioni meccaniche principalmente di macchine agricole, localizzato a Volgograd, in Russia. Costruito nel corso dei primi piani quinquennali, negli anni trenta, era uno dei più grandi impianti per la produzione di trattori dell'Unione Sovietica, contribuendo in modo decisivo alla meccanizzazione dell'agricoltura. Alla vigilia della seconda guerra mondiale venne in parte convertita alla produzione di mezzi corazzati per l'Armata Rossa.  
Durante la battaglia di Stalingrado, la fabbrica, difesa tenacemente dalle truppe sovietiche, venne attaccata dalle forze tedesche della Wehrmacht e, dopo combattimenti violentissimi che provocarono la quasi completa distruzione degli impianti, venne temporaneamente conquistata. Ricostruita dopo la vittoria sovietica nella guerra, la fabbrica di trattori riprese la produzione in massa sfornando negli anni della Guerra fredda circa 2,5 milioni di macchine agricole ed esportando i suoi prodotti in molte nazioni. 
Con la dissoluzione dell'Unione Sovietica, lo stabilimento di Volgograd ha progressivamente ridotto le sue attività; alcune officine sono state chiuse e smantellate, la produzione di macchine agricole è praticamente cessata e continua invece la produzione di veicoli a scopo militare, soprattutto mezzi motorizzati per le truppe aviotrasportate russe.

## Storia
La dirigenza sovietica degli anni venti guidata da Stalin aveva deciso, in linea con le teorie socialiste classiche, di procedere senza ulteriori indugi verso la pianificazione economica attraverso il sistema del piano quinquennale per ottenere un decisivo sviluppo dell'industrializzazione in modo da produrre i materiali e le macchine necessarie per ottenere progressi radicali anche nell'agricoltura mediante la meccanizzazione e la collettivzzazione. Nel 1926, il Consiglio Supremo dell'Economia Nazionale, decise quindi, in linea con i programmi generali della direzione politica staliniana, di iniziare la costruzione della prima fabbrica gigante per la produzione di trattori per il previsto programma di meccanizzazione delle coltivazioni; venne scelta una zona poco a nord della città di Stalingrado, territorialmente vicina alle grandi regioni agricole del bacino del Volga e di quello del Kuban. Il 12 luglio 1926 ebbe luogo la cerimonia di inaugurazione ufficiale dei lavori di costruzione della "Fabbrica di trattori di Stalingrado" (STZ) che poco dopo venne intitolata alla memoria di Feliks Ėdmundovič Dzeržinskij, il famoso capo rivoluzionario deceduto improvvisamente pochi giorni dopo l'apertura dei lavori. 

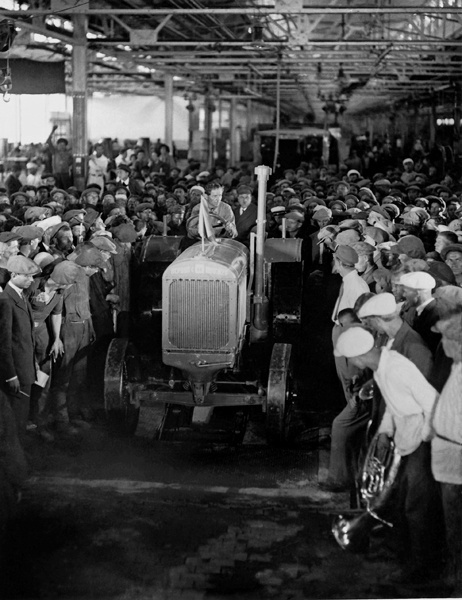
1930: i primi trattori escono dalla linea di montaggio della fabbrica di Stalingrado.

La costruzione della fabbrica di trattori di Stalingrado procedette con la massima rapidità sotto le continue sollecitazioni dei dirigenti sovietici; per la prima volta si decise di procedere nei lavori anche in inverno, in situazioni ambientali di estremo disagio per i lavoratori, in gran parte solo sommariamente addestrati e istruiti all'utilizzo dei moderni macchinari importati dall'estero. Tecnici e specialisti stranieri, principalmente americani, collaborarono nella direzione dei lavori, mentre alla progettazione generale dell'impianto contribuì la società “Albert Kahn Incorporated” del famoso architetto Albert Kahn che nel 1928 concluse un contratto con lo stato sovietico. Le parti principali in acciaio dello stabilimento furono costruite negli Stati Uniti e poi trasportate per nave in Unione Sovietica, attraverso l'Oceano Atlantico, il Mar Mediterraneo e il Mar Nero, fino a raggiungere Stalingrado attraverso il corso del Volga, dove furono riassemblate sotto il controllo di ingegneri americani.

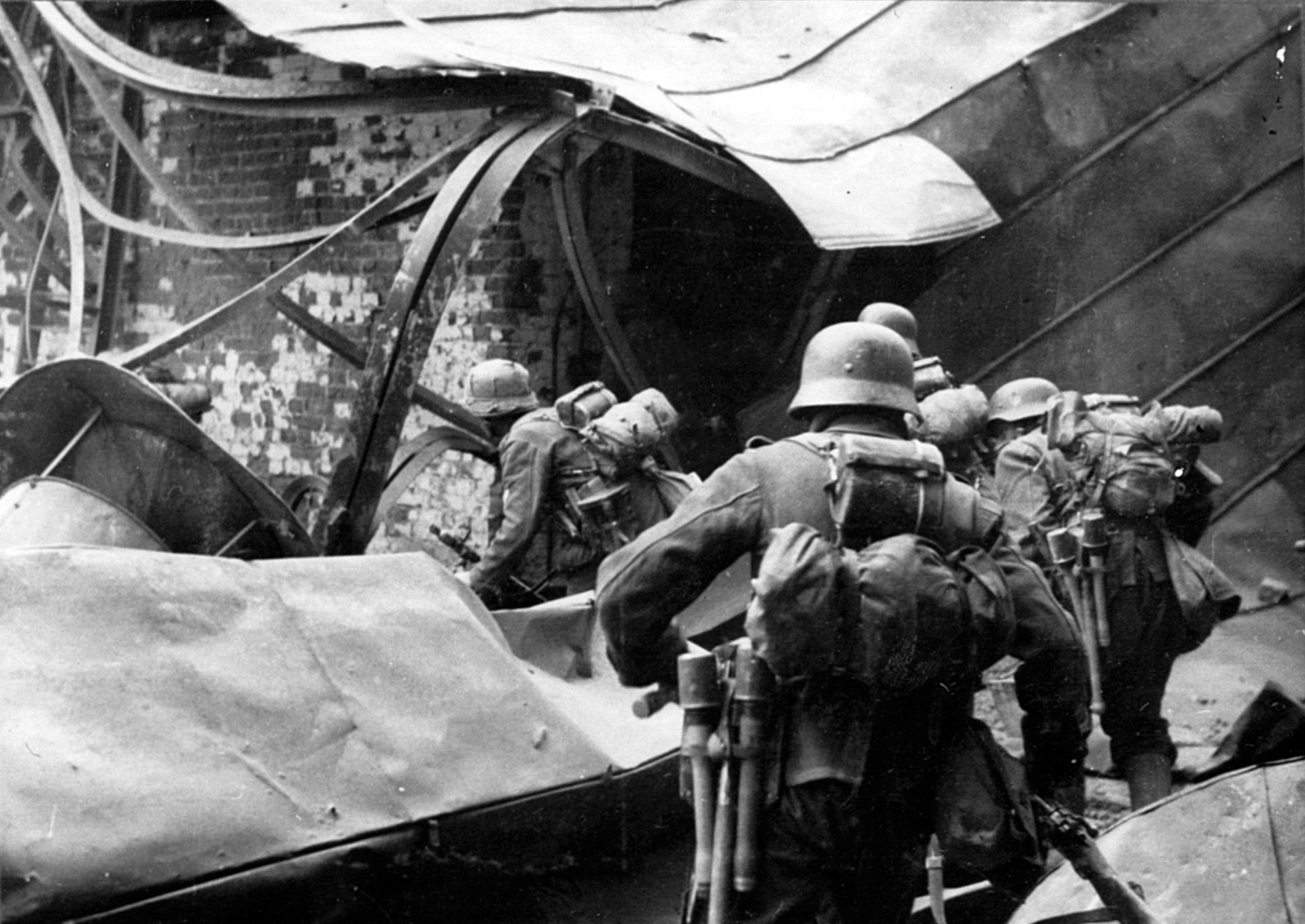
Truppe tedesche della 305ª Divisione fanteria in azione all'interno della fabbrica di trattori di Stalingrado durante la battaglia.

Nonostante le grandi difficoltà organizzative e tecniche, i lavori procedettero rapidamente e si conclusero nel 1930; la fabbrica di trattori di Stalingrado (STZ) iniziò subito la produzione e il primo trattore uscì dalle catene di montaggio il 17 giugno 1930; l'impianto incrementò costantemente la sua attività e la piena capacità produttiva prevista venne raggiunta il 20 aprile 1932; ogni giorno le catene di montaggio producevano 144 trattori per la meccanizzazione dell'agricoltura. La costruzione dell'impianto venne considerata dalla dirigenza staliniana un grande successo tecnico e propagandistico; di conseguenza i programmi di industrializzazione e collettivizzazione forzata vennero ancora potenziati. Due nuove fabbriche giganti per la produzione di macchine agricole furono costruite e attivate nei primi anni trenta sull'esempio dell'impianto di Stalingrado: la fabbrica di trattori di Char'kov e la fabbrica di trattori di Čeljabinsk. Nonostante l'entrata in funzione di questi nuovi stabilimenti, la STZ continuò a produrre la maggior parte delle macchine agricole sovietiche; alla data del 17 giugno 1940 la fabbrica di Stalingrado aveva prodotto circa 250.000 trattori, oltre la metà di tutte le macchine agricole presenti in quel momento in Unione Sovietica.
Fin dal 1932 la fabbrica era entrata a far parte del complesso militare industriale sovietico, in fase di rapido potenziamento in conseguenza delle crescenti tensioni internazionali; la STZ iniziò quindi a produrre, oltre ai macchinari agricoli, trattori cingolati per impiego militare ed anche i primi modelli di mezzi corazzati per l'Armata Rossa, tra cui il carro armato leggero T-26. Con l'inizio della seconda guerra mondiale, la dirigenza sovietica attivò un programma  accelerato di produzione di armamenti moderni, tra cui i nuovi carri armati per le truppe corazzate; la STZ iniziò nel 1940 a produrre il moderno carro armato medio T-34/76. Mentre la vicina fabbrica Barrikadij produceva il cannone da 76 mm del T-34, lo scafo e l'assemblaggio finale del carro armato veniva effettuato nella fabbrica di trattori. L'inizio della guerra nell'estate 1941 fu disastroso per l'Armata Rossa; la Wehrmacht tedesca avanzò in massa mettendo in pericolo i centri vitali dell'Unione Sovietica; la fabbrica di Stalingrado incrementò la produzione, per sopperire alla temporanea disattivazione di altri impianti produttivi evacuati verso est, e divenne all'inizio del 1942 uno dei centri principali di costruzione del T-34, il mezzo corazzato più importante dell'arsenale sovietico.

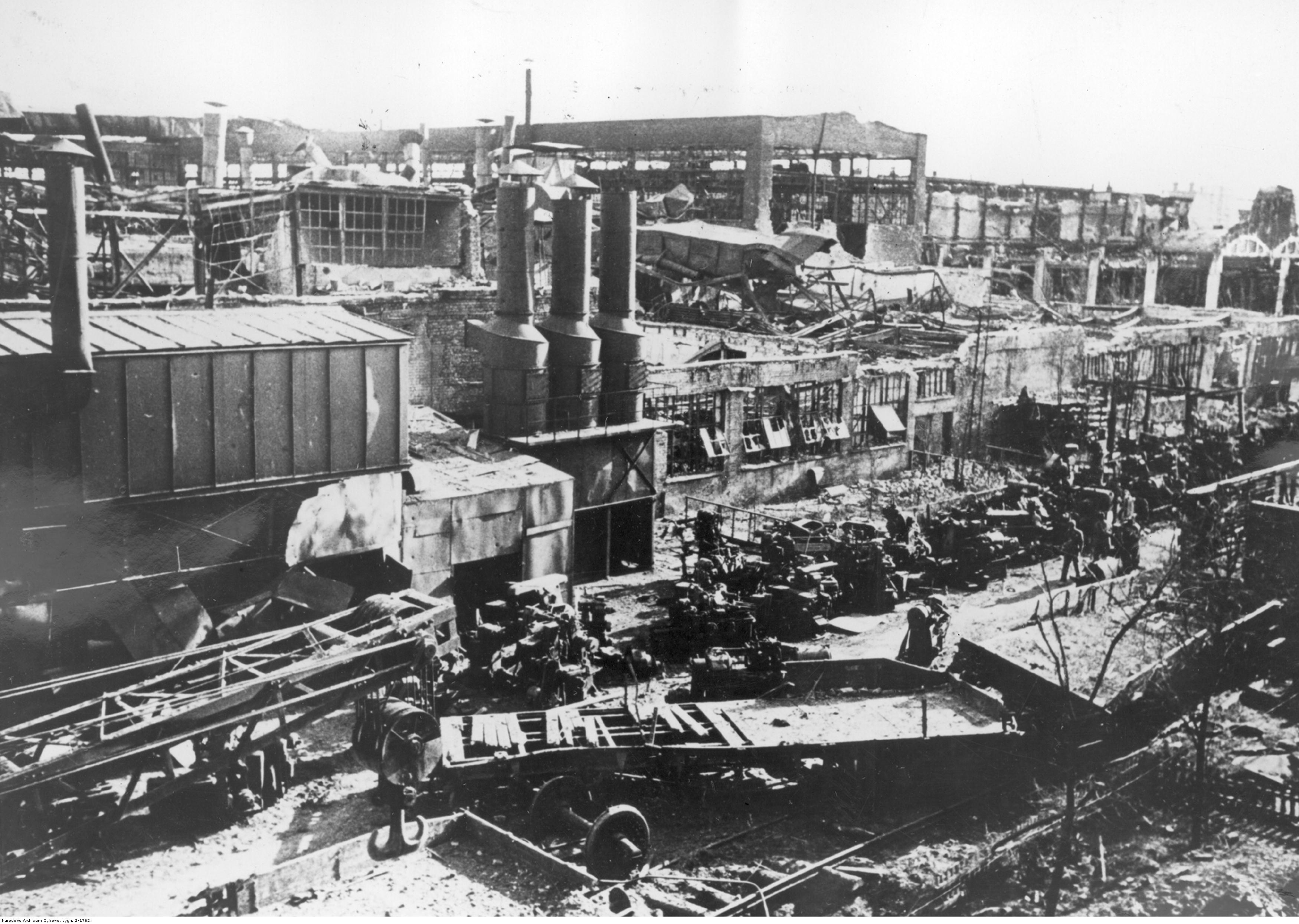
Le rovine della fabbrica di trattori dopo la battaglia di Stalingrado.

La guerra però si stava ormai avvicinando pericolosamente a Stalingrado; nell'estate 1942 l'esercito tedesco marciò direttamento verso la città e il 23 agosto i panzer arrivarono fino ai sobborghi settentrionali della città, dando inizio alla drammatica battaglia di Stalingrado; nonostante la situazione estremamente critica per le truppe sovietiche, la fabbrica di trattori continuò ancora a produrre carri T-34 che andarono direttamente al fronte; mentre una parte degli operai parteciparono ai combattimenti per fermare l'avanzata tedesca da nord. Il 13 settembre 1942 fu inevitabile fermare la produzione, i combattimenti essendo ormai arrivati quasi nel territorio della fabbrica. 

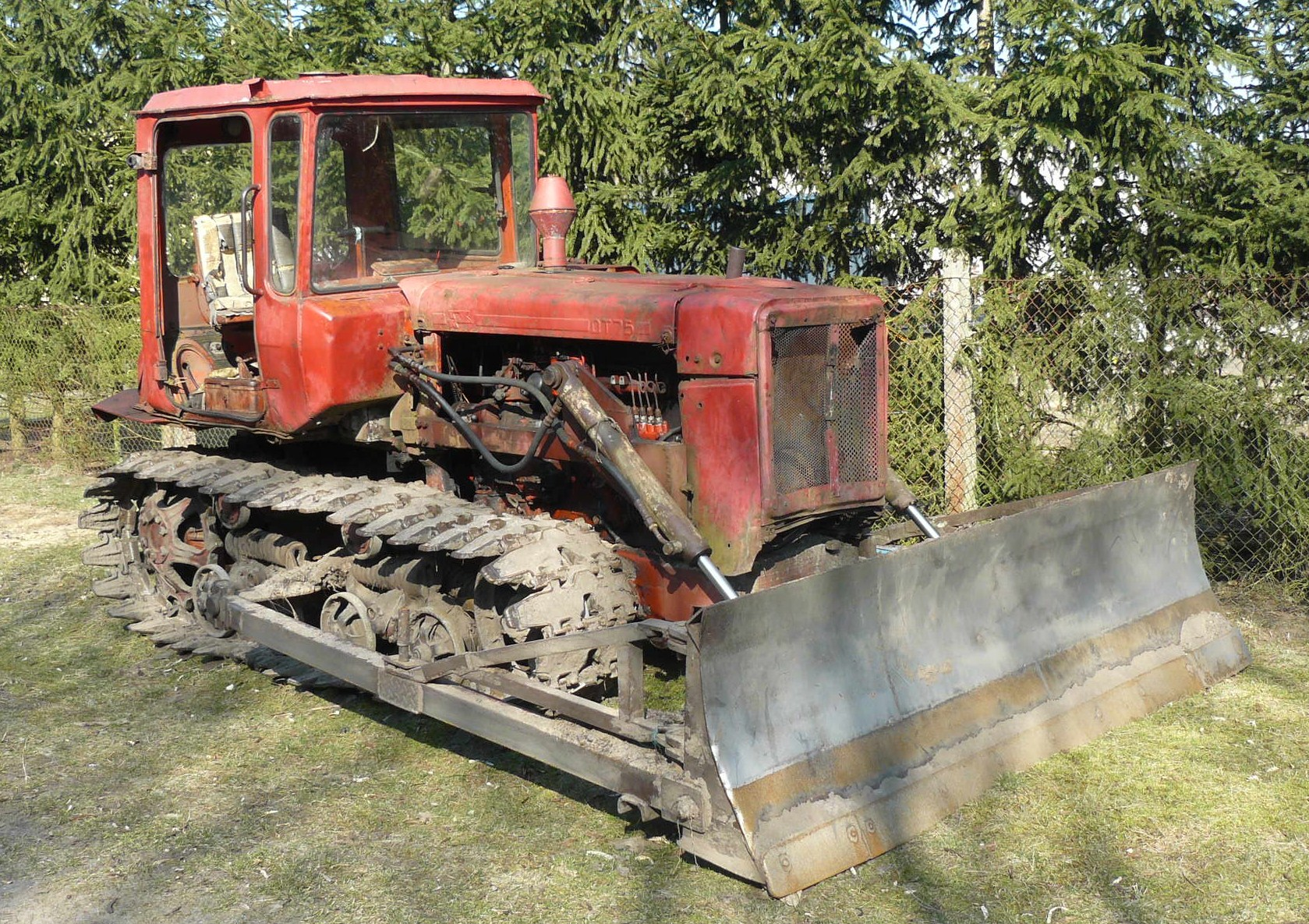
Il trattore modello DT-75, prodotto dalla VgTZ a partire dagli anni sessanta.

I combattimenti per la città sul Volga furono lunghi, sanguinosi ed estremamente accaniti; i tedeschi poterono attaccare il quartiere settentrionale delle grandi fabbriche solo alla metà di ottobre 1942, quando la 305ª Divisione fanteria tedesca, supportata dai reparti della 389ª Divisione fanteria e dai mezzi corazzati della 14. Panzer-Division sferrò il grande attacco alla fabbrica di trattori dove era barricata a difesa la 37ª Divisione fucilieri delle guardie. I soldati sovietici si difesero tenacemente cercando di difendere la fabbrica attaccata; lo stabilimento venne quasi completamente distrutto dai combattimenti all'interno delle officine, e dai bombardamenti dell'artiglieria e degli aerei tedeschi. Nonostante l'accanita resistenza, i tedeschi, a costo di pesanti perdite, riuscirono ad entrare e occuparono la fabbrica di trattori in rovina; la divisione sovietica, quasi annientata nei combattimenti, dovette cedere; alcuni piccoli nuclei isolati continuarono a combattere fino alla fine, mentre i superstiti ripiegarono. I tedeschi quindi occuparono la fabbrica distrutta ma non riuscirono a sfruttare il successo locale; gli attacchi alle altre fabbriche "Barrikadij" e Ottobre Rosso, sanguinosi e prolungati, alla fine vennero respinti dai sovietici e nel novembre 1942 l'operazione Urano, la controffensiva del'Armata Rossa segnò la svolta della battaglia. La 6. Armee tedesca venne accerchiata e il 2 febbraio 1943 costretta alla resa; i sovietici liberarono la città in macerie e le fabbriche distrutte.
Dopo la fine dei combattimenti, la dirigenza sovietica diede subito inizio alla ricostruzione della fabbrica di trattori che ripresa parzialmente la produzione già dopo pochi mesi; dopo la vittoria nella guerra, lo stabilimento di Stalingrado, che nel 1961 avrebbe ricevuto la nuova denominazione di "Fabbrica di trattori di Volgograd", modernizzò e potenziò la sua produzione, riprendendo la costruzione di macchine agricole oltre a continuare a produrre veicoli per l'industria degli armamenti. Negli anni cinquanta e sessanta, la fabbrica rinnovò la sua serie di trattori, immettendo in produzione i nuovi modelli DT-54, DT-65 e soprattutto il modello DT-75 che divenne la macchina agricola  di maggior successo. Nel 1970, lo stabilimento di Volgograd raggiunse il milionesimo trattore prodotto e per i suoi successi industriali ricevette per la seconda volta l'Ordine di Lenin. La fabbrica in questi anni fu attiva anche nelle produzioni per l'esercito sovietico, progettando e costruendo il carro anfibio PT-76, la serie di mezzi meccanizzati BTR-50, e i veicoli anfibi BMD-1, BMD-2 e BMD-3, che venne immesso in produzione nel 1985.

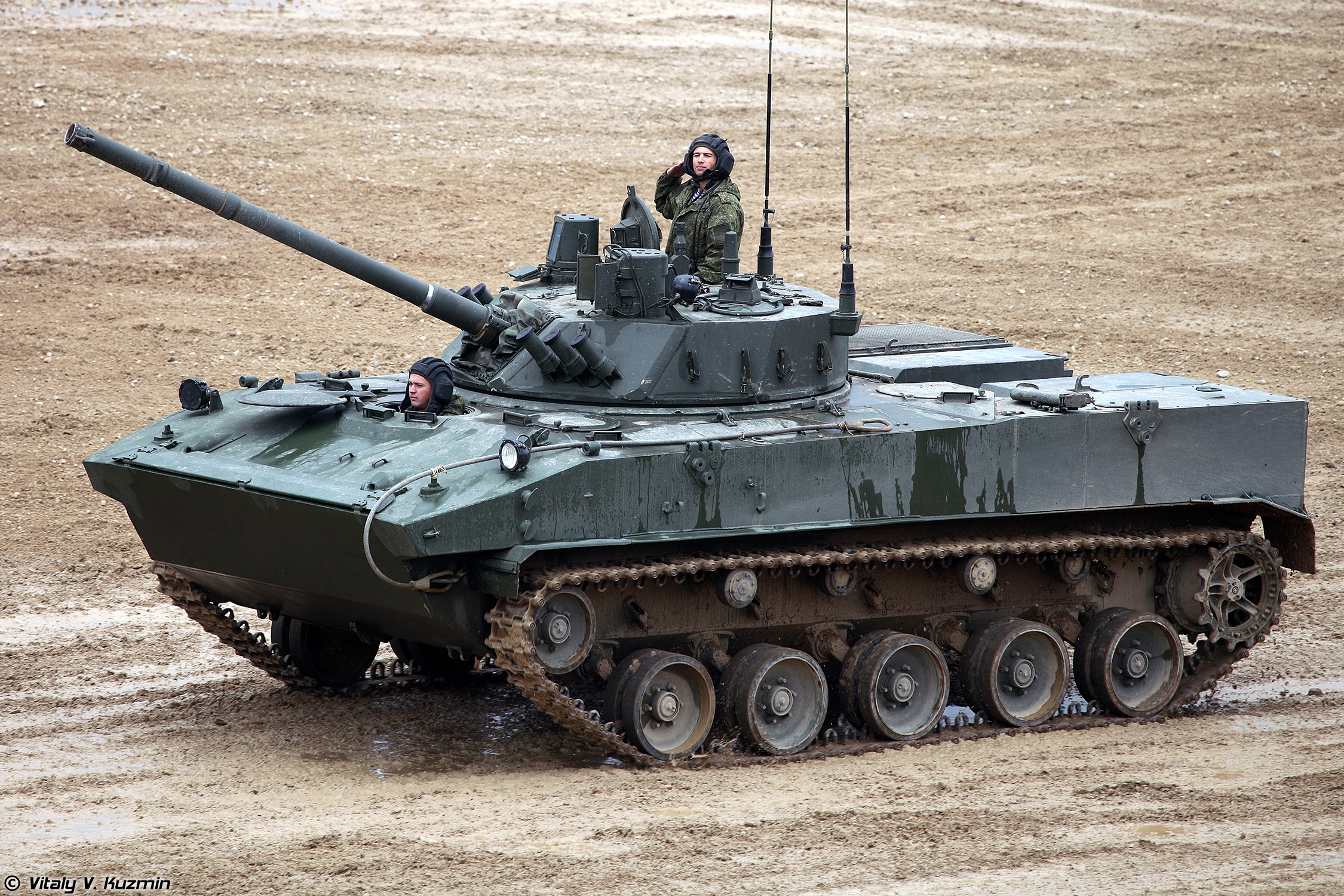
Il BMD-4 per le truppe aviotrasportate russe.

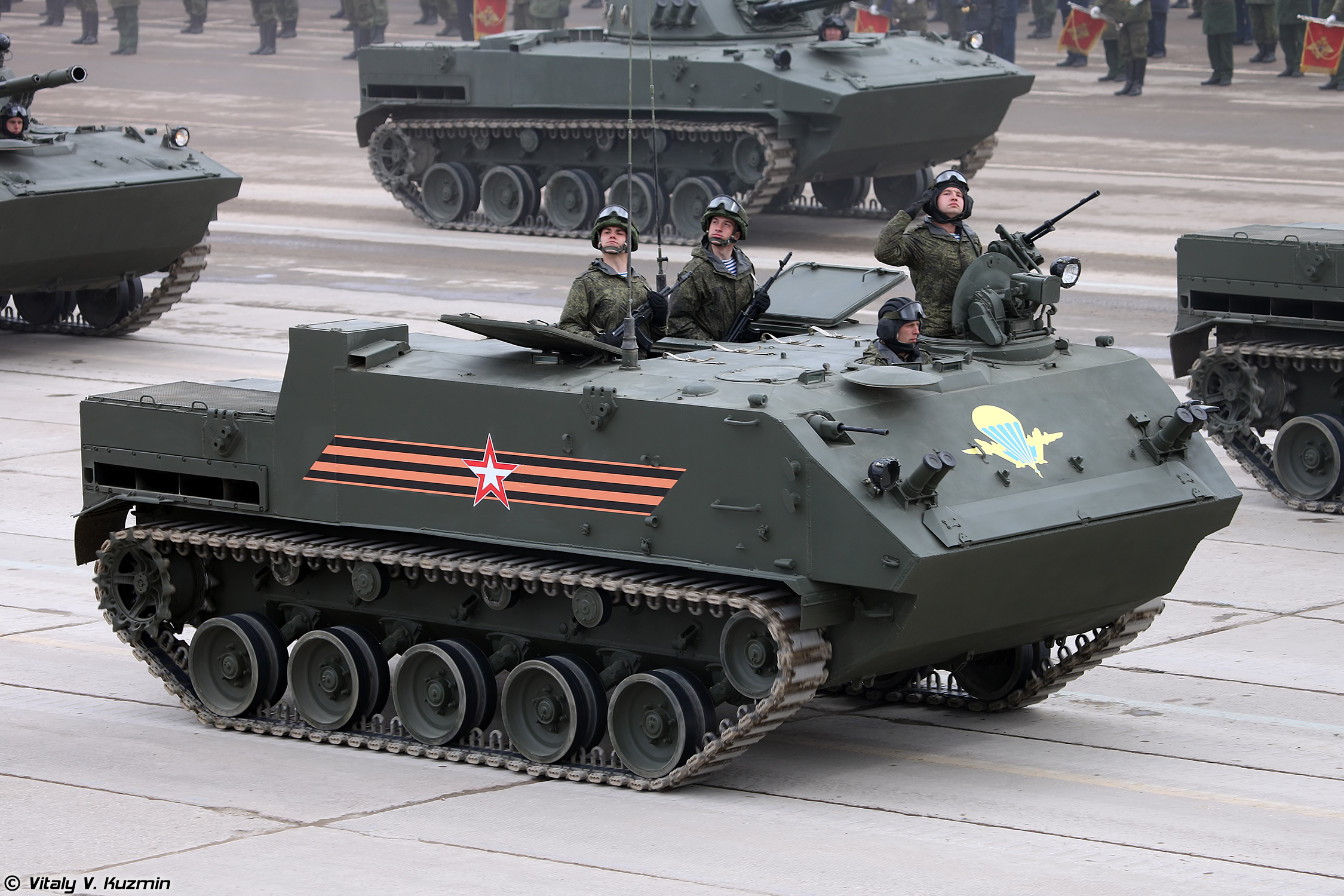
Il BTR-MDM.

La dissoluzione dell'Unione Sovietica nel 1991 e le gravi difficoltà economiche della nuova Russia hanno avuto pesanti conseguenze per la fabbrica di trattori di Volgograd che nel 1992 è stata privatizzata, divenendo società per azioni. Nonostante i tentativi di progettare e produrre nuovi modelli moderni di macchine agricole, la società ha attraversato continui cambiamenti amministrativi e organizzativi e crescenti problemi industriali. La produzione di trattori è costantemente diminuita negli anni novanta e duemila, mentre in due occasioni si sono presenti gravi problemi finanziari. Nel XXI secolo la fabbrica ha progressivamente chiuso gli impianti di produzione delle macchine agricole e alcune officine sono state demolite; tutte le produzioni civili sono state trasferite ad altre società e del vecchio stabilimento è rimasto solo l'ingresso monumentale con la statua di Dzeržinskij e il carro armato T-34. Le officine meccaniche non esistono più, mentre sono previsti programmi per riqualificare l'area come centro commerciale e culturale.
E' invece rimasto attivo, e si trova in fase di potenziamento, il settore dello stabilimento attrezzato per la produzione di mezzi militari per le forze armate, che ha impiegato 1.800 persone nel 2017; in questa parte della fabbrica si producono in quantitativi crescenti equipaggiamenti per le truppe aviotrasportate russe; in particolare i modelli moderni BMD-4, BTR-MDM e 2S25 Sprut-SD. A causa di questa importante produzione per il complesso militare industriale russo, dopo l'inizio della guerra russo-ucraina nel febbraio 2022, gli Stati Uniti e altre potenze occidentali hanno sottoposto a sanzioni la fabbrica di Volgograd; nel dicembre 2022 l'Unione Europea ha a sua volta inserito nella lista delle sanzioni lo stabilimento, seguita anche dalla Svizzera.